# Karolien Florijn
Karolien Florijn, née le 6 avril 1998, est une rameuse néerlandaise.

## Carrière
Karolien Florijn est la fille de Ronald Florijn, double champion olympique d'aviron en 1988 et 1996 et de la rameuse Antje Rehaag.
Aux championnats d'Europe 2019, elle est sacrée championne en quatre de pointe avec ses compatriotes Elisabeth Hogerwerf, Ymkje Clevering et Veronique Meester.

## Palmarès

### Jeux olympiques
- Jeux olympiques d'été de 2024 à Paris (France) :
  -  Médaille d'or en skiff
- Jeux olympiques d'été de 2020 à Tokyo (Japon) :
  -  Médaille d'argent en quatre sans barreur

### Championnats du monde
- Championnats du monde 2023 à Belgrade (Serbie) :
  -  Médaille d'or en skiff
- Championnats du monde 2022 à Račice (Tchéquie) :
  -  Médaille d'or en skiff
- Championnats du monde 2019 à Ottensheim (Autriche) :
  -  Médaille d'argent en quatre de pointe
- Championnats du monde 2018 à Plovdiv ( Bulgarie) :
  -  Médaille de bronze en quatre de pointe
- Championnats du monde 2017 à Sarasota ( États-Unis) :
  - 6e en huit

### Championnats d'Europe
- Championnats d'Europe 2023 à Bled ( Slovénie) :
  -  Médaille d'or en skiff
- Championnats d'Europe 2022 à Munich ( Allemagne) :
  -  Médaille d'or en skiff
- Championnats d'Europe 2021 à Varèse ( Italie) :
  -  Médaille d'or en quatre de pointe
- Championnats d'Europe 2020 à Poznań ( Pologne) :
  -  Médaille d'or en quatre de pointe
- Championnats d'Europe 2019 à Lucerne ( Suisse) :
  -  Médaille d'or en quatre de pointe
- Championnats d'Europe 2018 à Glasgow ( Royaume-Uni) :
  -  Médaille de bronze en quatre de couple
- Championnats d'Europe 2017 à Račice ( République tchèque) :
  -  Médaille d'argent en huit

### Championnats du monde junior
- Championnats du monde junior 2016 à Rotterdam ( Pays-Bas) :
  -  Médaille de bronze en skiff

### Championnats d'Europe junior
- Championnats d'Europe junior 2016 à Trakai ( Lituanie) :
  -  Médaille d'or en skiff